# Cryphia polyphaenoides
Cryphia polyphaenoides là một loài bướm đêm trong họ Noctuidae.